# Lemniscata de Gerono

Lemniscata de Gerono

En geometría algebraica, la lemniscata de Gerono (también, lemniscata de Huygens o curva en forma de ocho) es una curva algebraica plana de cuarto grado y género geométrico cero. Es una lemniscata cuya forma semeja la del símbolo de infinito: {\displaystyle \infty } o figura en ocho. Su ecuación es:
{\displaystyle x^{4}-x^{2}+y^{2}=0}
Fue estudiada por Camille-Christophe Gerono.[cita requerida]

## Parametrización
Dado que la curva es de género geométrico cero, se puede parametrizar mediante funciones racionales. Una manera de hacerlo es:
{\displaystyle x={\frac {t^{2}-1}{t^{2}+1}},\ y={\frac {2t(t^{2}-1)}{(t^{2}+1)^{2}}}}
Otra representación es:
{\displaystyle x=\cos \varphi ,\ y=\sin \varphi \,\cos \varphi =\sin(2\varphi )/2},
lo cual revela que esta lemniscata es un caso especial de curva de Lissajous.

## Curva dual
La curva dual (véase fórmula de Plücker), ilustrada abajo, es por lo tanto de carácter algo diferente. Su ecuación es:

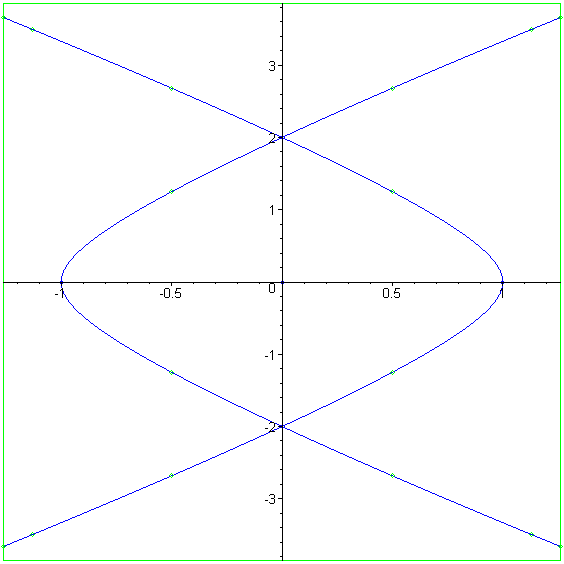
Dual de la lemniscata de Gerono.

{\displaystyle (x^{2}-y^{2})^{3}+8y^{4}+20x^{2}y^{2}-x^{4}-16y^{2}=0}